# 上山競馬場
- 1976年に撮影された上山競馬場付近の空中写真。画像右側（東側）に見える線路は奥羽本線である。
- 国土交通省 国土地理院 地図・空中写真閲覧サービスの空中写真を基に作成

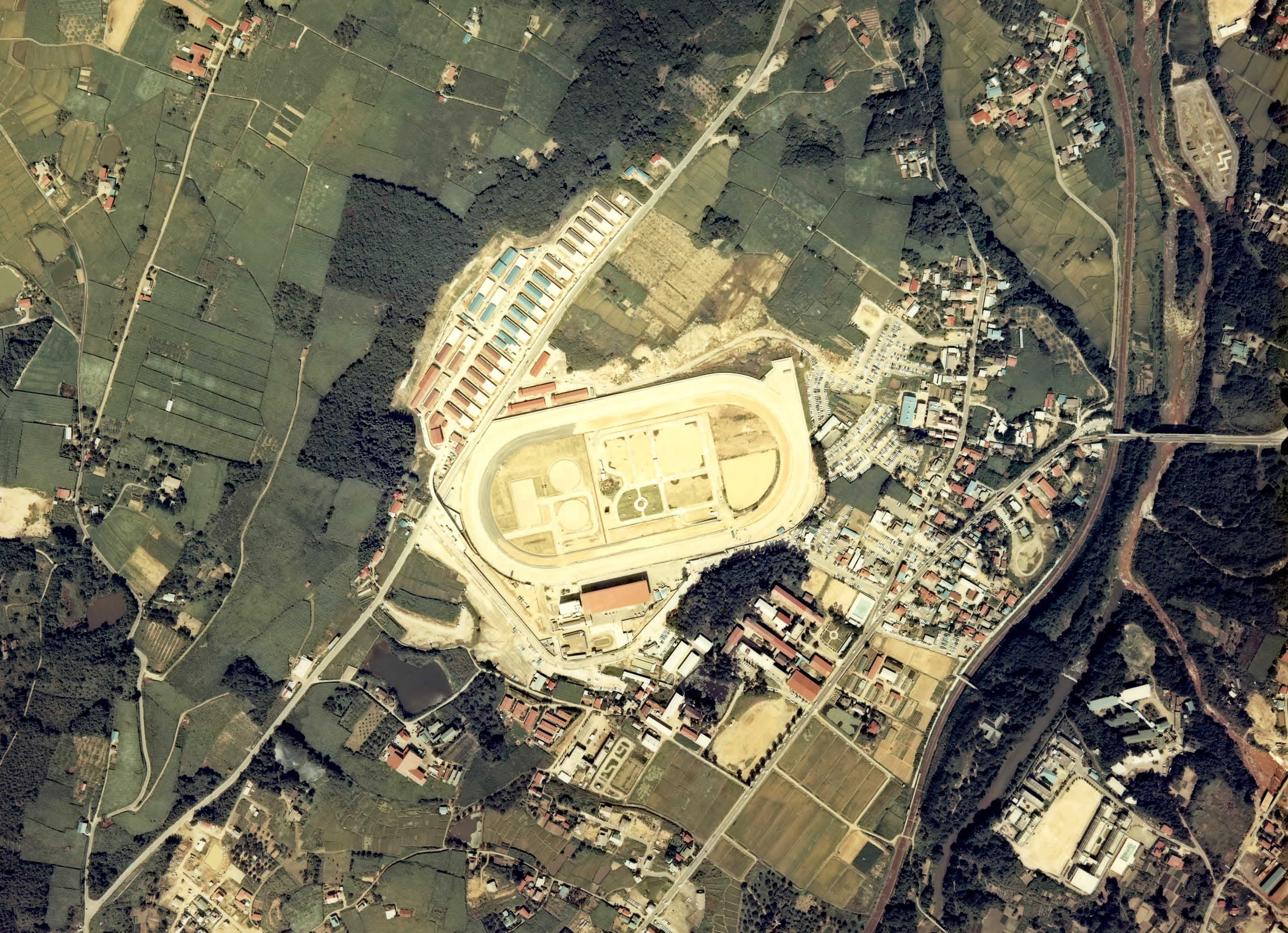
1976年に撮影された上山競馬場付近の空中写真。画像右側（東側）に見える線路は奥羽本線である。

上山競馬場（かみのやまけいばじょう、Kaminoyama Race Course）とは、かつて山形県上山市に存在した地方競馬の競馬場である。
走路の内側には交通公園があり、ポニーランドやソフトボール場、日本庭園を設置。競馬非開催日には山形県内の幼児や小学生の遠足、交通ルール学習に利用されていた。
本項では現在の施設である場外勝馬投票券発売所のニュートラックかみのやまについても記述する。

## 歴史
上山市は、1956年の豪雨で総額3億2千万円もの被害を受け、この災害復興のために市の運営による競馬が1958年より開催されることになった。この上山競馬場によって、上山市の財政は潤い、とくにバブル景気の1980年代には最盛期を迎えた。
しかしながら、バブル崩壊後、同競馬場を運営してきた上山市は地元温泉地域などの観光産業の不振などから歳入減に悩まされ財政的な危機に立たされる状況となり、かつ競馬場自体の赤字もその状況を圧迫、存続困難な状況になった。規模を縮小して開催するも耐え切れず、ついに2003年11月をもって廃止。最後の競走は山形記念樹氷賞であった。
跡地は工業団地として、2013年までに3社へ分譲された。本馬場跡には東和薬品の工場が建設されている。

## 特徴
経営改善策の一つとして、日本で初めて個人協賛競走（個人1万円、団体、法人は3万円を支払えば競走名の冠をつけることが可能）を実施したことで話題になった。
かつては金寿賞（サラ系）、銀寿賞（アラ系）という10歳馬限定の特別競走を年末に行っていた事でも知られる。この競走では出走条件について「10歳」という年齢のみで競走馬のランクは出走資格に影響しないという特殊な設定がされていた。当時の上山競馬は競走馬に10歳定年制を敷いていたため、年末の最終開催に行われる10歳馬限定戦は、自動的に出走全馬の引退レースとなるというものであった。（当時の年齢表記は数え年）
冬期休催があり1月～3月は休みとなった。主に開催は毎週日曜～火曜の3日であり、JRA福島競馬場開催中はハシゴして上山に訪れる人も多かった。上山市内、山形駅はもとより、仙台駅からも無料送迎バスが発着しており、公営競技や場外馬券売り場がない宮城県のファンも非常に多かった。
上山競馬場を舞台にした映画には『喜劇 競馬必勝法 一発勝負』(谷啓主演、1968年公開)や『流★星』(緒形拳主演、1999年公開)がある。
場内には喜劇俳優の伴淳三郎が経営するカレー屋があり、本人も度々訪れては客と歓談することがあった。

## 年表
以下の内容は『施設概要』『市報（2003年12月1日号）』による。
- 1933年（昭和8年）: 競馬倶楽部誕生
- 1935年（昭和10年）: 第1回競馬開催
- 1939年（昭和14年）: 軍馬資源保護法の発令により、鍛錬馬競走へ移行。
- 1944年（昭和19年）: 鍛錬馬競走が廃止される。
- 1947年（昭和22年）: 競馬倶楽部復活（戦後初の競馬開催）
- 1948年（昭和23年）: 新競馬法公布により、初の山形県営競馬開催。
- 1956年（昭和31年）: 上山市営競馬が開催される。
- 1958年（昭和33年）: 競馬開催が山形県から上山市に移管される
- 1965年（昭和40年）：競馬事務所新設
- 1971年（昭和46年）: スタンド改築が完成（地下1階、地上3階建て、鉄筋コンクリート一部鉄鋼造り、5000人収容）、連勝単勝式（馬単）投票券を廃止。
- 1972年（昭和47年）: 速歩競走を廃止、競馬場の西廻りバイパスの新設。
- 1973年（昭和48年）: 第1回アラブチャンピオン競走（東北アラブチャンピオン）の開始。
- 1975年（昭和50年）：内厩舎団地完成
- 1976年（昭和51年）: 走路拡張（1周1050メートル、幅員20メートル）、電光着順表示板の設置。
- 1978年（昭和53年）: トータリゼータシステム導入、オッズ表示装置新設。第1回東北優駿（東北ダービー）開催。
- 1980年（昭和55年）: 3階指定席が、冷暖房完備となる。前売り発売の実施。
- 1981年（昭和56年）: スタンド増築、併せて7000人が収容可能に。第1回レディースカップ（国際女性騎手招待競走）が開催。
- 1982年（昭和57年）: 払戻業務が電算化に。国際科学技術博覧会協賛特別競馬が開始。
- 1984年（昭和59年）: 東北地区三県相互場外発売、第1回中央競馬騎手招待競走を実施。
- 1986年（昭和61年）: 「施設改善特別競馬」開催。2人の女性騎手（和田美由紀・小田嶋志生子）誕生。
- 1987年（昭和62年）: 第1回北日本オークスの開催。
- 1988年（昭和63年）: オールジャパンレディースチャンピオンシップ競走の開催。パトロールテレビカメラ設置。
- 1989年（平成元年）: インターナショナルレディースジョッキーズシリーズの開催。
- 1990年（平成2年）: 着順表示装置塔の設置。
- 1991年（平成3年）: ニュートラック松山新設。自動払戻機の導入。
- 1992年（平成4年）: マークシート発売機の導入。
- 1993年（平成5年）: 大型映像装置、厩肥センター（E-UP SUN）の新設。
- 1994年（平成6年）: 騎手調整ルーム、採尿所の新設。
- 1998年（平成10年）：第1回さくらんぼ記念競走実施（武豊騎手が来市、初参戦）
- 2000年（平成12年）：ニュートラックいいたてがオープン
- 2003年（平成15年）11月11日：最終日ラストラン、閉場。

## コース概要
- ダート右回り 1周1050m・幅員20m
- 直線（4コーナーから決勝線まで） 200m
- 施行可能距離 750m,800m,1250m, 1300m, 1500m, 1700m, 1800m, 2300m
- 出走可能頭数（フルゲート） 12頭

## ニュートラックかみのやま
廃止直後から跡地の一角では特別区競馬組合および岩手県競馬組合が管理する場外勝馬投票券発売所のニュートラックかみのやまとして、南関東4競馬（浦和・船橋・大井・川崎の4競馬場）と盛岡・水沢の2競馬場も発売している。ただし岩手競馬は発売しない日もある。当初はスタンドの馬券発売設備をそのまま活用していたが、2013年3月4日より旧本馬場北西側の内厩舎跡に新築した2階建ての施設で営業している。
上山競馬に関連する場外としては他にもニュートラック松山（山形県酒田市）、ニュートラックいいたて（福島県飯舘村）がある。いずれも施設所有は上山市が業務委託のため全額出資した株式会社ニュートラックかみのやまであり、競馬の場外発売については各競馬主催者に施設を貸し出す形で行われている。これらもその頃から地域間場外としても使用されており、競馬を開催していた頃から本場開催を上回る収益を上げていた。なお2014年4月20日にニュートラック福島（福島県福島市）を開設するが、これは競輪場外車券売場の施設を間借りする形になる。
競馬場廃止後も場外馬券売場としての機能拡充は進めており、2009年には馬券発売システムを更新し枠番連勝単式・3連勝単式の発売を開始している。
2024年3月17日より「J-PLACEかみのやま」を開設した。発売日は全ての日曜日、南関東競馬とJRAの開催が重複する日及びホープフルステークス・東西金杯当日である。

## 発売する馬券の種類
上山競馬場開催時
○…発売 ×…発売なし
| 単勝 | 複勝 | 枠番連複 | 枠番連単 | 馬番連複 | 馬番連単 | ワイド | 3連複 | 3連単 |
| ---- | ---- | -------- | -------- | -------- | -------- | ------ | ----- | ----- |
| ○    | ○    | ○        | ×        | ○        | ○        | ○      | ○     | ×     |

ニュートラックかみのやま
岩手競馬・南関東公営競馬の全種類を発売。ただし、かつては岩手競馬は発売しない日もあった。

## アクセス
- JR茂吉記念館前駅より徒歩10分
- JRかみのやま温泉駅よりバス10分、バス停「茂吉記念館前」より徒歩5分
- 最寄りのインターチェンジは東北中央自動車道の山形上山インターチェンジ
- 山形市から10km[7]。仙台市から81km[7]。福島市から91km[7]。

## 主な競走（開催当時）
- さくらんぼ記念 - 上山競馬場で唯一のダートグレード競走(GIII)。地元ではセタノキングが唯一の優勝馬。
- 山形記念樹氷賞 - 上山競馬場の有馬記念相当の競走。上山競馬場最後の競走でもあった。
- 日本海記念 - アングロアラブ系最大の競走。こちらは8月に行われていた。
- 北日本オークス - 地方競馬北日本地区のサラブレッド系旧4歳牝馬（当時）を集めて行われた。1996年廃止。
- 東北サラブレッド大賞典 - 岩手競馬、上山競馬場、新潟県競馬の3主催者による持ち回りで行われた東北地区最強馬決定戦であったが、新潟県競馬・上山競馬場が廃止となったため消滅。
- 東北アラブチャンピオン - 東北サラブレッド大賞典のアングロアラブ系版。2000年廃止。
- 東北優駿 - 東北サラブレッド大賞典のサラブレッド系3歳馬版。新潟開催時は東北ダービーの名称で行われた。
- いで湯賞 - 上山競馬場に所属するサラブレッド系2歳馬による重賞競走。
- 酒田まつり賞
- 仙台七夕まつり賞
- 花笠まつり賞
- かかしまつり賞
- 上杉まつり賞

## 主な所属馬・出身馬
- レオグリングリン - アングロアラブ。52戦31勝と息の長い活躍を見せた。全日本アラブ大賞典も2着。種牡馬としてもマリンレオ、スーパーベルガーなどを輩出した。
- スルガスペイン - 当時の日本記録であるデビュー以来14連勝を達成し、樹氷賞を優勝。
- カガリスキー - 旧4歳牝馬（当時）ながら樹氷賞を優勝した。北日本オークス、東北優駿も優勝。産駒のカガリボーイも上山で活躍した。
- セタノキング - 中央競馬からの移籍馬であったが10歳でさくらんぼ記念を勝って驚かせた。
- ダイコウガルダン - 主に南関東公営競馬で活躍したが、上山所属時も北日本マイルチャンピオンシップ南部杯を圧勝していた。
- コーナンルビー - 純血アラブ種高砂の末裔であるサラブレッド系種。上山出身で南関東の帝王賞を優勝した「女帝」。
- ジーナフォンテン - 同じく上山出身の南関東の牝馬で、エンプレス杯優勝など息の長い活躍をした。産駒のカジノフォンテンがJpnI制覇。
- ミツアキタービン - デビュー2戦のみだが上山出身である。笠松競馬場所属でダイオライト記念などを優勝。
- ツインターボ - 移籍してからは1勝止まりであったが中央競馬の人気者だったため話題を集めた。山形県の隣の宮城県で種牡馬となったが早世した。
- ツルマルダンサー - 2001年のエーデルワイス賞2着
- マルハチストライク - 2001年の兵庫ジュニアグランプリ3着

## 主な所属騎手
- 前野幸一
- 宗形竹見

## 登場する作品
- 西部警察 PART-III
  - 第24話「誘拐! 山形・蔵王ルート」での代議士誘拐犯との最終決戦の舞台となっており、馬場でカーアクションのロケが行われ、場内で馬運車が誘拐犯とともに爆破されるシーンの撮影も行われた[注 1][9]。エキストラとして騎手や競馬関係者が多数参加している。なお、日本全国縦断ロケの裏話をつづった『西部警察 SUPER LOCATION 6 山形編』（著・石原プロモーション、2017年10月20日発売）の表紙には上山競馬場に来場したファンたちを背にあいさつをする石原裕次郎の写真が使われた[10]。
- 味いちもんめ
  - 原作第24巻[11]に伊橋とボンさんが上山競馬場へ行くエピソードがある。